# MAZ-543
MAZ-543/MAZ-7310 "Uragan" (rus. МАЗ-543/МАЗ-7310 "Ураган") je sovjetsko / rusko vojno vozilo s 8WD (8x8) pogonom. Vozilo je dizajnirano da može prenositi topništvo i rakete koje se mogu ispaljivati sa samoga vozila. Proizvodila ga je bjeloruska (tada sovjetska) tvornica MAZ (rus. Минский автомобильный завод; hrv. Automobilski zavod Minsk). MAZ-543 dizajniran je 1960-ih godina te je predstavljen 7. studenog 1965. na moskovskom Crvenom trgu tokom vojne parade. Vozilo je tada prenosilo raketni sustav SS-1с Scud B (9K72 Elbrus).

## Povijest
Model koji je predstavljen javnosti 1965., prenosio je raketni sustav Scud. Model je dizajnirao bjeloruski inženjer židovskog podrijetla, Boris Ljovič Šapašnik. Prema originalnom konceptu, MAZ-543 razvijen je za prijevoz raketa srednjeg i dalekog dometa. 
Da bi se smanjila ukupna dužina vozila, kabina je podijeljena na dva dijela (lijevi i desni) dok se bojna glava projektila nalazi u sredini. To je ujedno i najmarkantnija karakteristika na vozilu. U svakoj kabini vozila nalaze se dvije osobe.
Vozilo je veoma teško zbog velikog elektroenergetskog postrojenja smještenog u samom vozilu, te oklopa koji omogućava veliku otpornost vozila na protivničko gađanje projektilima.
Model MAZ-543 počeo se razvijati te su s vremenom proizvedene naprednije inačice na temelju originalnog modela 543. Prvi takav primjer bio je MAZ-547, proširena verzija s jačim motorom. Ovo vozilo bilo je namijenjeno prijevozu i direktnom lansiranju raketnog sustava SS-20 srednjeg dometa.
Sve verzije izvornog modela MAZ-543 koristile su V12 Dieselov motor snage 525 KS s 2.300 okretaja u minuti. Dieselovi motori bili su zapremine od 38,8 litara te su imali brzo direktno ubrizgavanje goriva. Masa motora iznosila je 1.450 kg.
Model MAZ-543P ima nosivost od 19.600 kg te prenosi raketni sustav 9K76 Temp-S.
1967. godine predstavljena je nadograđena verzija MAZ-543A s povećanom nosivošću od 22.000 kg. Na platformi tog vozila, nastalo je i nekoliko civilnih modela, uključujući 9K58 Smerč, AA-60(543)-160 (vatrogasno vozilo za aerodromske piste iz 1973.),  AA-70(543)-172 (eksperimentalno vozilo hitne pomoći) i KS-5571 (vozilo s dizalicom).
S razvojem boljih modela, inačica MAZ-543 i njezini modeli počeli su se korstiti sve manje, tako da se danas u svijetu koristi svega nekoliko modela 543.

## Razvoj modela
1974. u ruskom vojnom centru predstavljen je prototip MAZ-7310. Riječ je o nadograđenom modelu MAZ-543. Njegova proizvodnja započela je 1976.
MAZ-7310 može se spojiti s vozilom MAZ-8385 koje ima 4WD pogon, te zajedno tvoriti cestovni vlak i činiti kompoziciju dugu 205,5 metara. Takav oblik prijevoza tereta koristi se u Sibiru za transport nafte ali i kao traktor na vojnim zračnim bazama. Također razvijeni su i različiti modeli ovisno o upotrebi - vatrogasna vozila na aerodromu, vozila s kranom, ...
U siječnju 1983. povećan je kapacitet prenosivosti tereta na vozilu za jednu tonu (model MAZ-7313). I kod ovog vozila su napravljene inačice za transport, vatrogasno vozilo na aerodromu, vozilo s kranom i dr.
1994. proizveden je model MZKT "Astrolog" 7930 (rus. МЗКТ Астролог-7930). Vozilo je koristilo snažni V12 motor te je postizalo max. brzinu od 70 km/h. Kapacitet spremnika goriva iznosio je 1.000 litara a težina transporta tereta 24 tone.

## Modeli
- MAZ-543 - osnovni model
- MAZ-543P - model iz 1966. služi za prijenos i lansiranje raketnog sustava 9K76 Temp-S. Kapacitet prenosivosti tereta iznosi 19.400 kg.
- MAZ-543A - model iz 1967. čiji je kapacitet prenosivosti povećan na 22.000 kg. Na temelju modela 543 razvijeno je nekoliko civilnih modela - AA-60 (vatrogasno vozilo na aerodromima), AA-70 (vozilo hitne pomoći) i KS-5571 (vozilo s dizalicom).
- MAZ-543М - model razvijen početkom 1970-ih. Vizualno se razlikuje od svojih prethodnika te se koristi samo u vojne svrhe.
- MAZ-547 - proširena verzija modela 543 s jačim motorom.
- MAZ-7310 "Uragan" - model koji je javnosti prikazan 1974. dok je 1976. započeta serijska proizvodnja. Također, na temelju njega razvijene su vatrogasne inačice te inačice s kranom. Na Sibiru gdje se vrši eksploatacija nafte, vozilo se spaja s modelom MAZ-8385 te zajedno čine cestovni vlak i prevoze naftu.
- MAZ-7313/MAZ-73131 - model je proizveden 1983. a nosivost mu je povećana za jednu tonu. Kao i prijašnji modeli, i ovaj model ima inačice s kranom te inačice za vatrogasne potrebe na aerodromima.
- MAZ-74 106 - prvenstvena svrha ovog modela je prijevoz izviđačkog radara 64N6 Big Bird ili za prijevoz i ispaljivanje protuzračnog raketnog sustava S-300PM.
- MAZ-7910 - model koji se počeo proizvoditi 1973. na temelju MAZ-543. Naprednije inačice koje su razvijene na temelju njega imaju kapacitet prenosivosti od 38 tona. Dužina vozila iznosi 11,45 m., širina 3,05 m. a visina 3,55 m. Vozilo se koristi za vojnu uporabu s ciljem prijevoza i ispaljivanja raketnog sustava S-300.
- MZKT 7930 "Astrolog" - model koji se koristi za vojne svrhe prijevoza i ispaljivanja raketnog sustava Iskander ili obrambenog raketnog sustava Pantsir-S1.
- WS2400 - kineska kopija modela MAZ-543.

## Tehnički podaci MAZ-543 modela
|                                               | MAZ-543                                         | MAZ-543P                                        | MAZ-543A                                        | MAZ-543M                                        | MAZ-7310                                        | MAZ-7313                                        | MAZ-73 132                                      | MAZ-74 106                                      |
| --------------------------------------------- | ----------------------------------------------- | ----------------------------------------------- | ----------------------------------------------- | ----------------------------------------------- | ----------------------------------------------- | ----------------------------------------------- | ----------------------------------------------- | ----------------------------------------------- |
| Pogon                                         | 8×8                                             | 8×8                                             | 8×8                                             | 8×8                                             | 8×8                                             | 8×8                                             | 8×8                                             | 8×8                                             |
| Sjedala u kabini                              | 4                                               | 4                                               | 4                                               | 2                                               | 4                                               | 4                                               | 4                                               | 4                                               |
| Kapacitet                                     | 19.100 kg                                       | 19.400 kg                                       | 19.600 kg                                       | 22.400 kg                                       | 20.000 kg                                       | 21.000 kg                                       | 23.000 kg                                       | 17.500 kg                                       |
| Masa                                          | -                                               | 40.100 kg                                       | -                                               | -                                               | -                                               | 44.850 kg                                       | -                                               | -                                               |
| Dužina                                        | 11.460 mm                                       | 11.460 mm                                       | 11.465 mm                                       | 11.465 mm                                       | 11.657 mm                                       | 11.657 mm                                       | 10.815 mm                                       | -                                               |
| Širina                                        | 3.070 mm                                        | 3.070 mm                                        | 3.070 mm                                        | 3.070 mm                                        | 3.070 mm                                        | 3.070 mm                                        | 3.070 mm                                        | 3.070 mm                                        |
| Visina                                        | 2.900 mm                                        | 2.900 mm                                        | 2.920 mm                                        | 2.900 mm                                        | 2.920 mm                                        | 2.920 mm                                        | 2.920 mm                                        | 2.920 mm                                        |
| Međuosovinski razmak (između krajnje osovine) | 2.200 mm + 3.300 mm + 2.200 mm                  | 2.200 mm + 3.300 mm + 2.200 mm                  | 2.200 mm + 3.300 mm + 2.200 mm                  | 2.200 mm + 3.300 mm + 2.200 mm                  | 2.200 mm + 3.300 mm + 2.200 mm                  | 2.200 mm + 3.300 mm + 2.200 mm                  | 2.200 mm + 2.650 mm + 1.700 mm                  | 2.200 mm + 2.650 mm + 1.700 mm                  |
| Visina od tla                                 | 400 mm                                          | 400 mm                                          | 400 mm                                          | 400 mm                                          | 400 mm                                          | 400 mm                                          | 400 mm                                          | 400 mm                                          |
| Max. dubina prohodnosti jarka                 | 1,3 m                                           | 1,3 m                                           | 1,3 m                                           | 1,3 m                                           | 1,3 m                                           | 1,3 m                                           | 1,3 m                                           | 1,3 m                                           |
| Tip motora                                    | D12A-525 (V12)                                  | D12A-525 (V12)                                  | D12A-525 (V12)                                  | D12A-525 (V12)                                  | D12A-525 (V12)                                  | D12A-525 (V12)                                  | D12A-525 (V12)                                  | D12A-525 (V12)                                  |
| Zapremina motora                              | 38.880 ccm                                      | 38.880 ccm                                      | 38.880 ccm                                      | 38.880 ccm                                      | 38.880 ccm                                      | 38.880 ccm                                      | 38.880 ccm                                      | 38.880 ccm                                      |
| Okretni moment                                | 2.150 Nm (1.200 okr. u min - 1.400 okr. u min.) | 2.150 Nm (1.200 okr. u min - 1.400 okr. u min.) | 2.150 Nm (1.200 okr. u min - 1.400 okr. u min.) | 2.150 Nm (1.200 okr. u min - 1.400 okr. u min.) | 2.150 Nm (1.200 okr. u min - 1.400 okr. u min.) | 2.150 Nm (1.200 okr. u min - 1.400 okr. u min.) | 2.150 Nm (1.200 okr. u min - 1.400 okr. u min.) | 2.150 Nm (1.200 okr. u min - 1.400 okr. u min.) |
| Snaga motora                                  | 525 KS                                          | 525 KS                                          | 525 KS                                          | 525 KS                                          | 525 KS                                          | 525 KS                                          | 525 KS                                          | 525 KS                                          |
| Potrošnja goriva (na 100 km)                  | -                                               | -                                               | -                                               | -                                               | -                                               | 85 lit.                                         | -                                               | -                                               |
| Domet                                         | 1.525 km                                        | 1.525 km                                        | -                                               | -                                               | -                                               | 600 km                                          | -                                               | -                                               |

## Galerija slika
- Redizajnirani MAZ-543M na vojnoj paradi u Moskvi 2010.
- Raketa Scud montirana na MAZ-543 i spremna za lansiranje
- Raketni sustav 9K76 na modelu MAZ-543P
- 9K58 Smerč u Vojnom artiljerijskom muzeju
- MZKT 7930 "Astrolog" s ugrađenim raketnim sustavom IskanderPZR Newa SC
- Radarski sustav Big Bird ugrađen na MAZ-74106
- Model AA-60 kao vatrogasno vozilo na tadžikistanskom aerodromu

## Vanjske poveznice
- Heavy high mobility utility Truck MAZ-543  Arhivirana inačica izvorne stranice od 11. svibnja 2023. (Wayback Machine)
- МАЗ-543 СПЕЦИАЛЬНОЕ КОЛЕСНОЕ ШАССИ  Arhivirana inačica izvorne stranice od 10. travnja 2011. (Wayback Machine)
- Peterhall.de